# Сантестебан, Хосе Антонио
Хосе́ Анто́нио Сантесте́бан (исп. José Antonio Santesteban, 18 октября 1835, Сан-Себастьян — 21 сентября 1906, Сан-Себастьян) — баскский органист и композитор, наиболее известный представитель музыкального семейства, включающего в себя также его отца Хосе Хуана и сына Хесуса. Хосе Антонио является создателем первой оперы на баскском языке — «Пуденте» (баск. Pudente), — либретто для которой написал поэт Серафин Бароха. Она была поставлена в 1884 году в Сан-Себастьяне и представляла собою последовательность сцен, разделённых на два акта, музыкой (всего пятнадцать номеров) к которым служили обработанные баскские песни, в том числе «Дерево Герники».
Хосе Антонио известен также тем, что в 1863 году выступал на инаугурации органа Кавалье-Коля в базилике Санта-Мария-дель-Коро в Сан-Себастьяне. В 1879 году он стал органистом и капельмейстером в этом приходе, сменив своего отца Хосе Хуана.

## Некоторые сочинения
- «Пуденте», первая опера на баскском языке
- 12 месс для большого оркестра
- 2 мизерере (одно из них четырехголосное)
- псалмы
- мотеты
- 24 прелюдии для фортепиано, соч. 84 (с посвящением «моему другу Томасу Бретону[англ.]»)
- Традиционные баскские песни и танцы (Cantos y Bailes Tradicionales Vascongados, 74 номера)